# Boiling Springs (Carolina del Nord)
Boiling Springs è una città degli Stati Uniti d'America situata nella Carolina del Nord, nella Contea di Cleveland.